# Common Development and Distribution License
La Common Development and Distribution License (CDDL) est une licence open source créée par Sun Microsystems, établie à partir de la Mozilla Public License, version 1.1.
Elle est notamment destinée au projet OpenSolaris.
Tout comme les premières versions de la Mozilla Public License (MPL) dont elle est une dérivée, cette licence n'est pas compatible avec la GNU GPL. La Free Software Foundation affirme que c'est une licence libre et que son incompatibilité avec la GNU GPL est principalement due à quelques détails [citation nécessaire]. Elle déconseille son usage.

## Adoption
Exemples de projets sous CDDL :
- OpenSolaris (y compris DTrace et ZFS)
- illumos (qui continue le projet OpenSolaris)[3]
- OpenZFS
- NetBeans IDE et RCP
- GlassFish
- Payara Server
- JWSDP
- Project DReaM
- Bourne shell
- cdrtools
- OpenDJ